# Parafia św. Michała Archanioła w Mieścisku
Parafia Świętego Michała Archanioła w Mieścisku – rzymskokatolicka parafia leżąca w granicach dekanatu kłeckiego. Erygowana w 1424 roku.
Parafia posiada kościół pw. św. Michała Archanioła, zlokalizowany w Mieścisku, wzniesiony w latach 1875–1876, z wykorzystaniem murów wcześniejszego kościoła.

## Historia
Parafia w Mieścisku została ustanowiona i uposażona z inicjatywy królewskiej. W 1424 r. jej proboszczem był Florian. Kościół zbudowany  w latach 1875–1876. jest trzecią katolicką świątynią w tej miejscowości. Pierwsza powstała na początku XV w. (akta z 1416 r. wymieniają ją jako od dawna istniejącą). Zbudowana była z drewna, spłonęła w 1769 r. Drugi kościół, wzniesiony po pożarze, spłonął w 1866 r. Konsekracja kościoła nastąpiła 29 września 1962 roku.

## Kościół parafialny
Kościół murowany wybudowany w latach 1875–1876, na fundamentach poprzedniego, który uległ spaleniu. Ma nawę główną i dwie nawy boczne oraz prezbiterium wieloboczne. Do kościoła  dobudowana jest kruchta i okrągła wieżyczka ze schodami na chór i poddasze. Strop w kościele jest drewniany w kształcie prostokątów, a posadzka cementowa.
W kościele są trzy ołtarze. W ołtarzu znajduje się kopia obrazu Matki Boskiej Sykstyńskiej. Nad nią na samej górze jest figura św.Michała Archanioła.
W kościele znajdują się dwa drewniane ołtarze boczne. Po  prawej stronie obraz Matki Boskiej z dzieciątkiem z połowy XVIII w., w srebrnej sukience. Po lewej stronie  figura Pana Jezusa ukrzyżowanego. W kościele jest drewniana  ambona i chrzcielnica. W 1937 r. do kościoła zakupiono pneumatyczne organy. Przy kościele jest plebania z połowy XIX w., oraz dzwonnica.

## Dokumenty
Księgi metrykalne:
- ochrzczonych od 1900 roku
- małżeństw od 1900 roku
- zmarłych od 1900 roku